# Exomilus telescopialis
Exomilus telescopialis é uma espécie de gastrópode do gênero Exomilus, pertencente a família Raphitomidae.